# Inken-Viktoria Henningsen
Inken-Viktoria Henningsen (* 3. März 1993 in Rendsburg) ist eine ehemalige deutsche Basketballspielerin.

## Laufbahn
Henningsen erlernte das Basketballspielen zunächst beim Rendsburger TSV beziehungsweise BBC Rendsburg. 2009 wechselte sie zum SV Halle, wurde 2010 mit der Jugendmannschaft des Vereins deutscher Meister und gab während des Spieljahres 2010/11 ihren Einstand in Halles Bundesliga-Mannschaft.
2017 schloss sie ein Studium an der Fachhochschule der Polizei Sachsen-Anhalt ab und fand Aufnahme in die Sportfördergruppe.
Nach früheren Einsätzen in den deutschen Nationalmannschaft der Altersklassen U16, U18 und U20 wurde die 1,79 Meter große Flügelspielerin im Februar 2018 erstmals in einem A-Länderspiel eingesetzt. Sie bestritt insgesamt sechs Länderspiele.
Nachdem sie mit Halle aus der Bundesliga abgestiegen war, schloss sich Henningsen in der Sommerpause 2018 dem TK Hannover an und spielte dort ein Jahr lang in der höchsten deutschen Liga. Im Vorfeld der Saison 2019/20 kehrte sie zum Bundesliga-Rückkehrer Halle zurück. Im Oktober 2020 löste sie ihren Vertrag mit den Hallenserinnen auf und beendete ihre Laufbahn.